# Hôtel de ville de Fougères
L’hôtel de ville de Fougères est un édifice de la commune de Fougères, dans le département d’Ille-et-Vilaine en région Bretagne, en France.

## Localisation
Il se trouve au nord-est du département et dans le centre-ville de Fougères, au numéro 2 de la rue Porte-Saint-Léonard, à côté de l'église Saint-Léonard et du jardin public de Fougères.

## Historique
L’hôtel de ville date du XVe siècle.
Il est inscrit au titre des monuments historiques depuis le 14 octobre 1926.

## Architecture

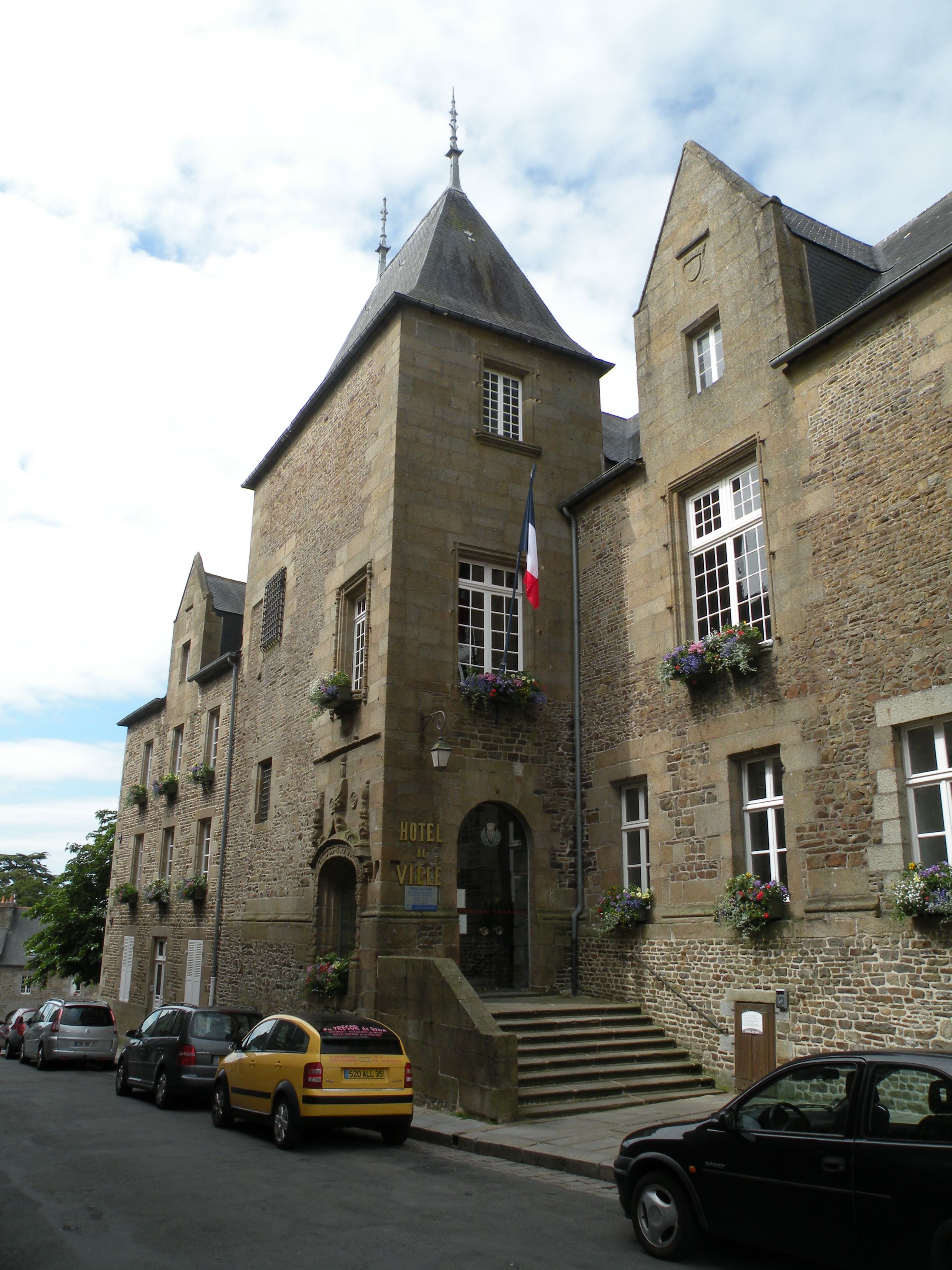
Vue depuis la rue.
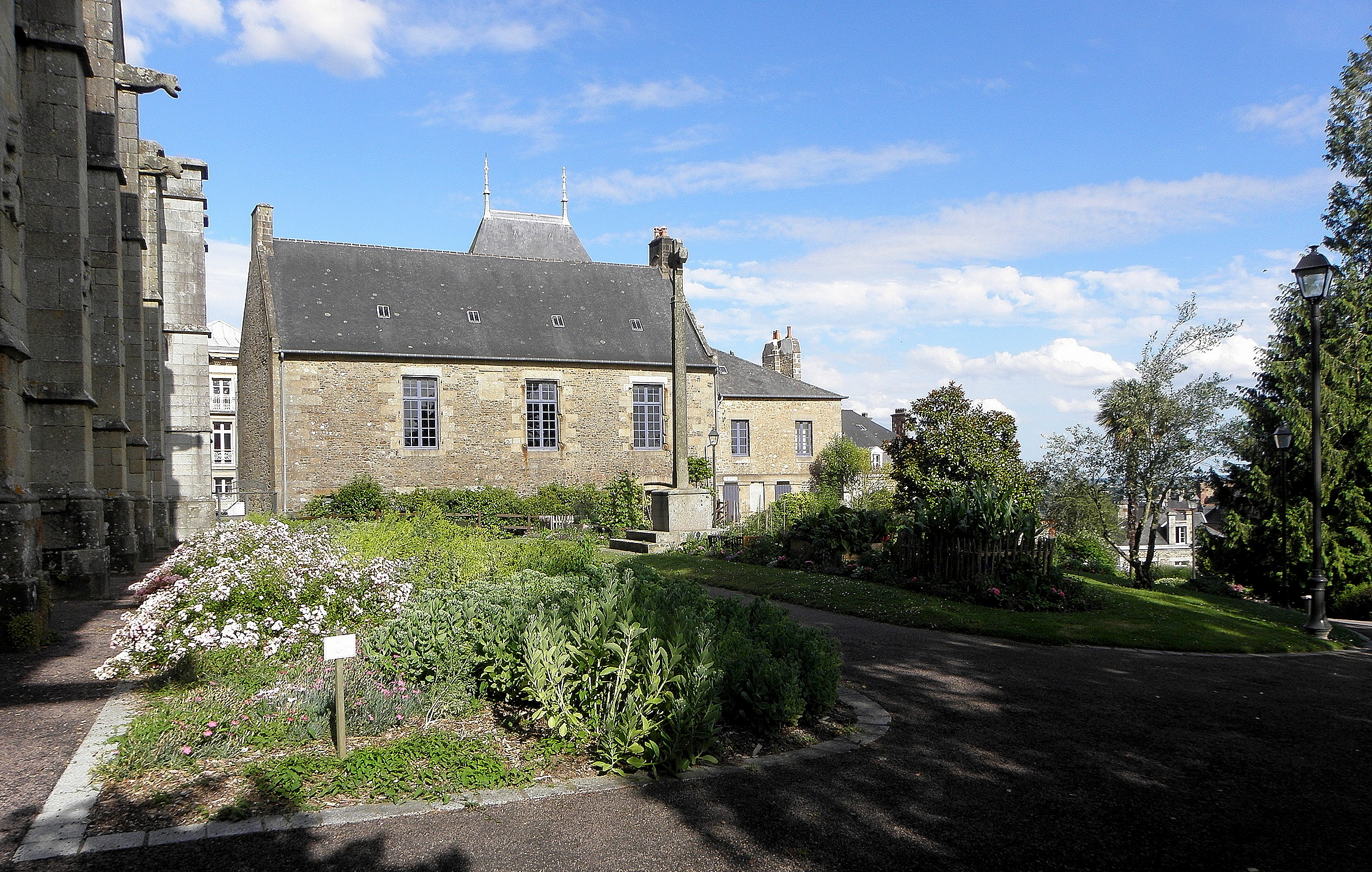
Vue depuis le jardin public.
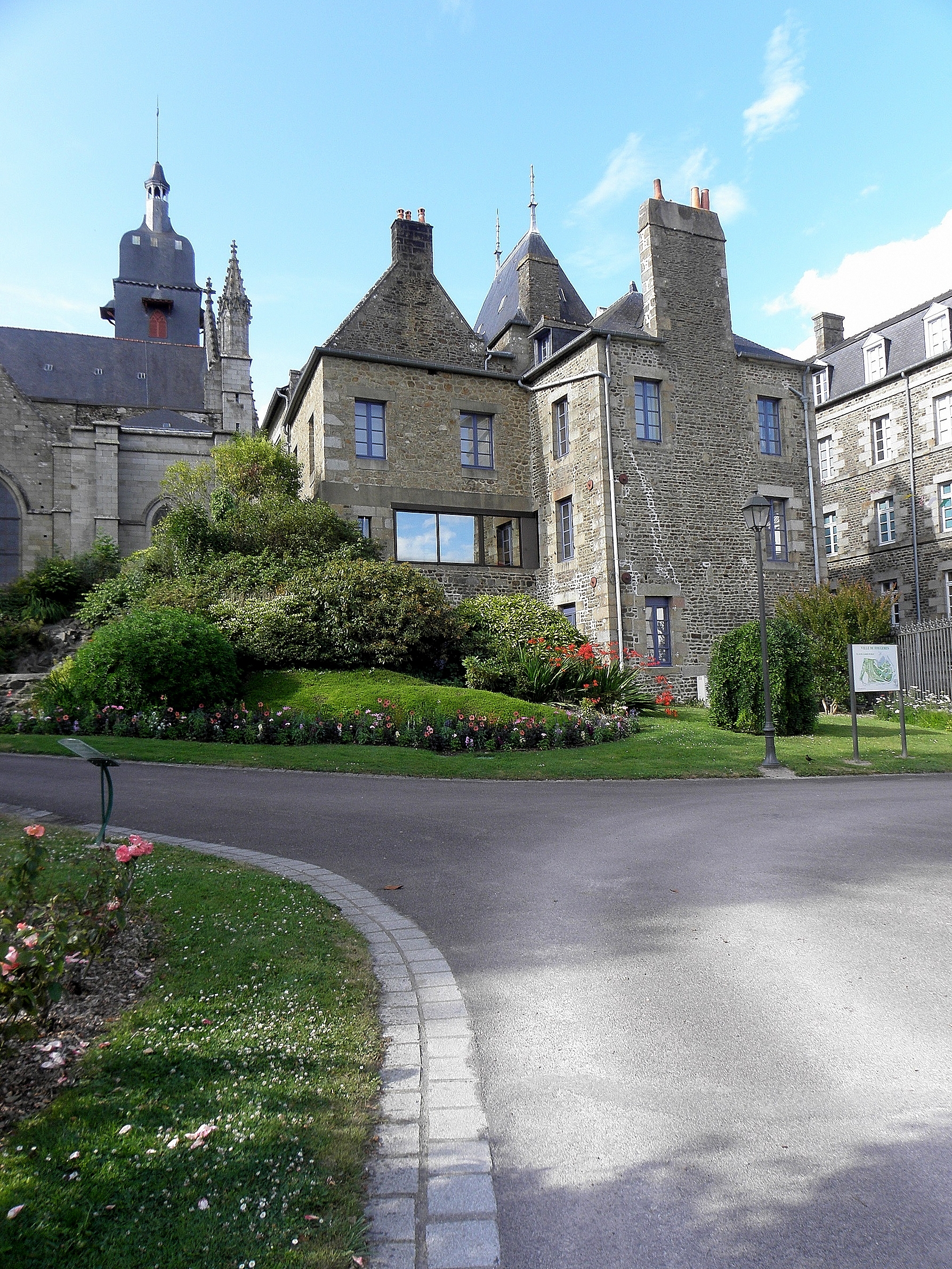
Vue depuis le jardin public.